# Arquidiócesis de Estrasburgo
La arquidiócesis de Estrasburgo (en latín: Archidioecesis Argentoratensis o Argentinensis y en francés: Archidiocèse de Strasbourg) es una circunscripción eclesiástica de la Iglesia católica en Francia. Se trata de una arquidiócesis latina, inmediatamente sujeta a la Santa Sede. Desde el 28 de febrero de 2024 su arzobispo es Pascal Delannoy.

## Territorio y organización

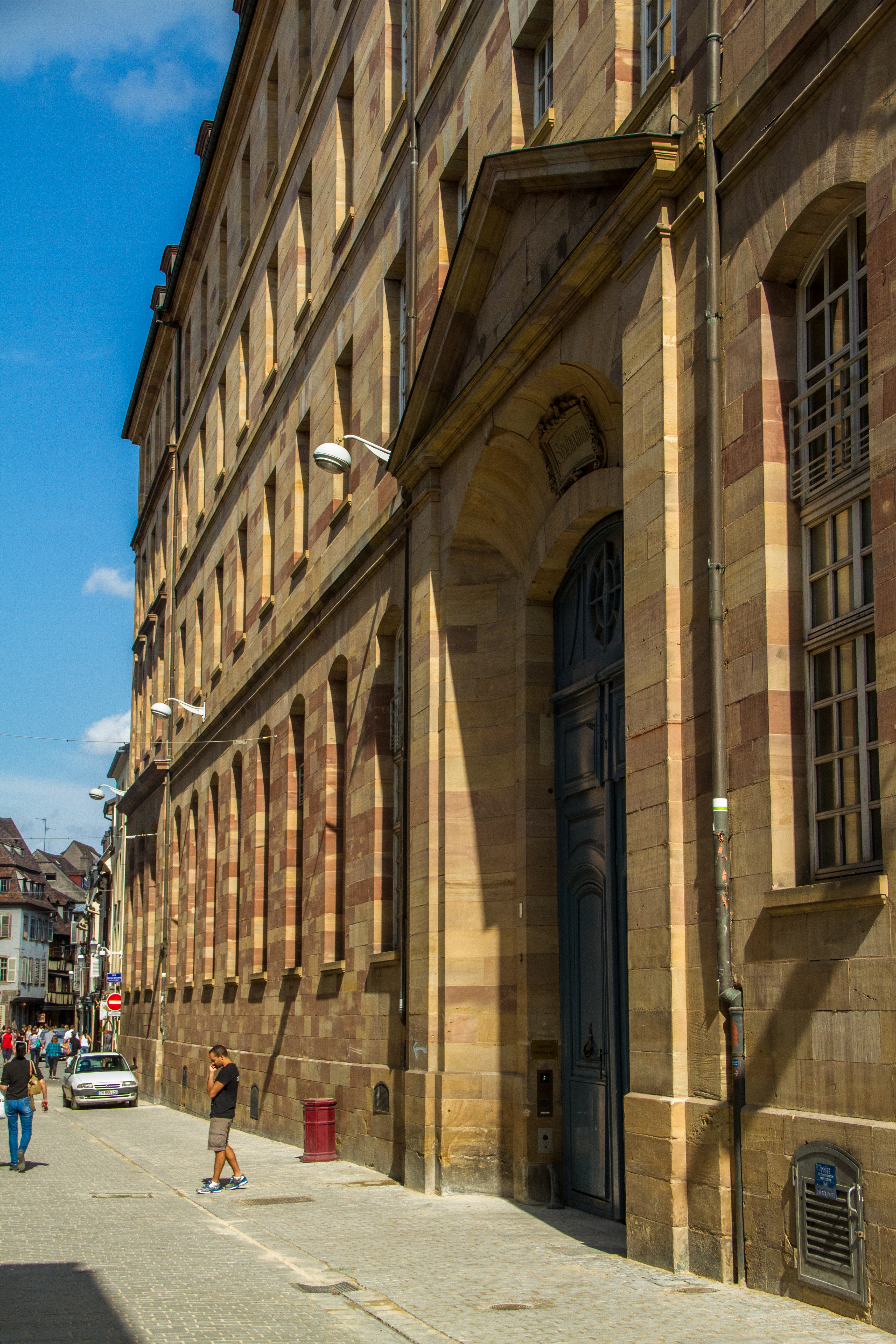
Seminario mayor de Estrasburgo

La arquidiócesis tiene 8280 km² y extiende su jurisdicción sobre los fieles católicos de rito latino residentes en la Colectividad Europea de Alsacia dentro de la región de Gran Este.

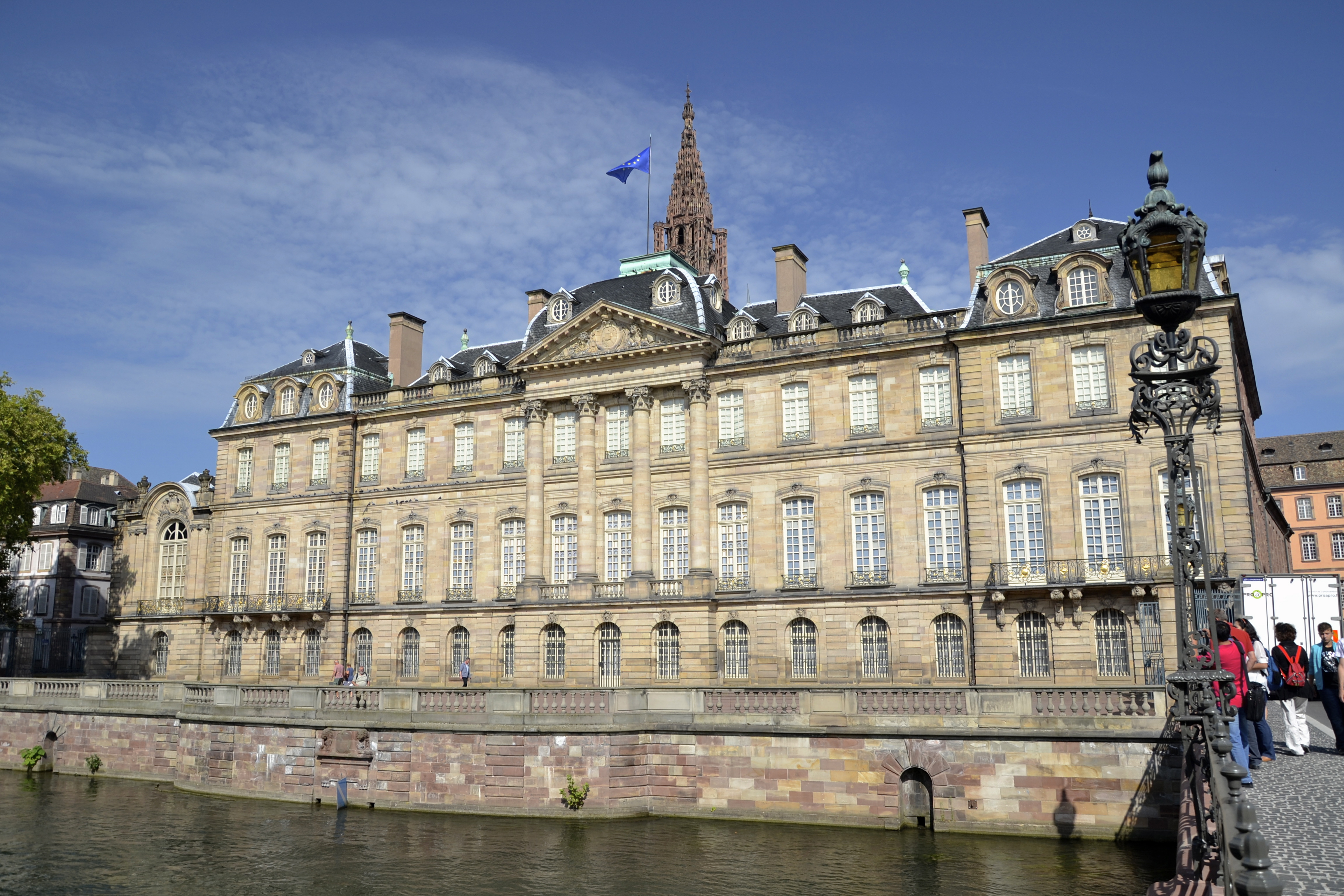
Palacio Rohan, construido entre 1728 y 1741 por el obispo Armand I de Rohan-Soubise como nuevo palacio episcopal, alberga actualmente varias instituciones museísticas de la ciudad

La sede de la arquidiócesis se encuentra en la ciudad de Estrasburgo, en donde se halla la Catedral de Notre-Dame. Construida entre 1015 y 1439 en estilo gótico tardío, este edificio de 142 metros de altura fue el más alto del mundo entre 1625 y 1847 y siguió siendo la iglesia más alta del mundo hasta 1880, cuando fue superada por la Catedral de Colonia. Hoy es la cuarta iglesia católica más alta del mundo.
En 2022 en la arquidiócesis existían 767 parroquias agrupadas en 12 zonas pastorales.

## Historia

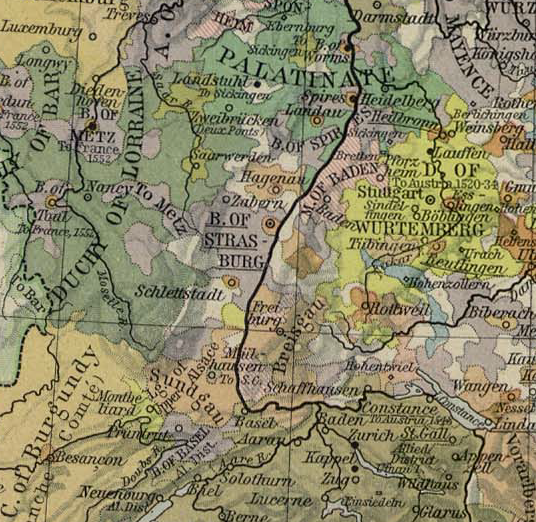
Mapa del Principado episcopal de Estrasburgo hacia 1547

Argentoratum, la actual Estrasburgo, era una antigua ciudad romana que formaba parte de la provincia de Germania prima, como lo demuestra la Notitia Galliarum de principios del siglo V.
El cristianismo está atestiguado en Argentoratum ya en la primera mitad del siglo IV; el primer obispo conocido es san Amando, cuyo nombre se indica en las actas del pseudoconcilio de Colonia del año 346. En el siglo V la ciudad fue destruida por la invasión de los alamanes. A partir del siglo VI, con la anexión de la región primero al reino merovingio de Austrasia y luego al reino carolingio, el cristianismo pudo difundirse y consolidarse gracias a la labor de dos santos obispos, Arbogasto y Fiorenzo, y de los monjes misioneros irlandeses, entre los que hay que mencionar a san Columbano y a san Galo. El obispo Ansoald participó en el Concilio de París del año 614.
Con el establecimiento de la organización eclesiástica, Estrasburgo pasó a formar parte de la provincia eclesiástica de Maguncia, reflejando la antigua subdivisión administrativa romana, que disponía que las diócesis de Worms y Espira también formaran parte de la misma provincia. Esta estructura organizativa eclesiástica se mantuvo sin cambios, a pesar de todos los cambios políticos en la región, hasta la Revolución francesa.
En el siglo IX la diócesis incluía el actual Bajo Rin (con la excepción de la región de Wissembourg-Lauterbourg y el distrito de Marmoutier-Neuwiller), Ortenau en la margen derecha del río Rin y los distritos de Rouffach, Soultz y Lautenbach en el Alto Rin. Limitaba al norte con la diócesis de Espira, al este y sureste con la de Constanza, al suroeste con la diócesis de Basilea, y al oeste con las diócesis de Metz y Saint-Dié.
También durante el siglo IX Alsacia pasó a formar parte del Sacro Imperio Romano Germánico y el obispo de Estrasburgo comenzó a adquirir poderes conciliares con posesiones en ambas orillas del Rin. El obispado se convirtió en estado cliente del Imperio desde el siglo XIII hasta 1803, a excepción de Estrasburgo, que tenía el estatus de ciudad imperial libre desde 1262.
Hacia finales de la época medieval, Estrasburgo fue la cuna de un movimiento espiritual conocido con el nombre de "misticismo renano", que tuvo entre sus principales exponentes al maestro Eckhart, Juan Taulero, Nicolás de Estrasburgo y Enrique Susón.
Durante la época de la Reforma protestante (siglo XVI), Alsacia y Estrasburgo fueron disputadas entre protestantes y católicos, lucha que estallaba cada vez que la sede episcopal quedaba vacante. Ambas facciones lucharon por imponer su propio candidato. El partido católico siempre prevaleció y de esta manera logró mantener a Estrasburgo y a la región católica. Sin embargo, más de 200 parroquias y la propia catedral pasaron al culto protestante.
Con la Paz de Westfalia en 1648, Alsacia pasó a ser territorio del Reino de Francia. De esta manera, la diócesis se vio dividida en dos estados: los territorios de la margen izquierda del Rin fueron anexados por Francia, mientras que los de la margen derecha siguieron siendo parte del Imperio. Incluso los poderes conciliares del obispo se redujeron únicamente a los territorios imperiales (las áreas de Oberkirch, Ettenheim y Oppenau), quedando los alsacianos plenamente anexadas al reino francés (reconocido por el Sacro Imperio Romano Germánico con el Tratado de Ryswick de 1697). Desde un punto de vista estrictamente religioso, la anexión a Francia permitió la plena restauración del catolicismo. Sin embargo, sólo en 1681 la catedral de la ciudad, por expreso deseo del rey Luis XIV de Francia, volvió al culto católico.
La Revolución francesa y el Congreso de Viena cambiaron por completo la geografía política y eclesiástica de toda la región. Inicialmente, en 1789, el obispo tuvo que huir a sus dominios alemanes. Los dos departamentos alsacianos tenían cada uno, con la constitución civil del clero, su propio obispo con sede respectivamente en Estrasburgo y Colmar (donde la colegiata de San Martín fue declarada catedral), ninguno de los cuales fue reconocido como tal por Roma.
Tras el concordato, con la bula Qui Christi Domini del 29 de noviembre de 1801 se erigió de facto una nueva diócesis de Estrasburgo, confiada a Jean-Baptiste Saurine, antiguo obispo constitucional, que correspondía a los territorios franceses de los departamentos de Alto Rin y Bajo Rin: incluía los antiguos territorios diocesanos de la margen izquierda del Rin, además de porciones de territorio tomados de las diócesis de Espira, Metz y sobre todo Basilea. Al mismo tiempo pasó a formar parte de la provincia eclesiástica de Besanzón.
En 1803 el territorio de la margen derecha del Rin, en el que se había atrincherado hasta su muerte el obispo Louis-René-Édouard de Rohan-Guéménée, fue secularizado y anexado al electorado de Baden (desde 1806 Gran Ducado de Baden). Con la reforma de las diócesis alemanas en la primera mitad del siglo XIX, esta parte de la antigua diócesis de Estrasburgo quedó dividida entre las nuevas sedes de Friburgo de Brisgovia y, en menor medida, Rotenburgo.
Tras los acontecimientos de 1871 y el paso de Alsacia a Alemania, el 14 de junio de 1874 con el decreto Rem in ecclesiastica de la Congregación Consistorial la diócesis quedó inmediatamente sujeta a la Santa Sede. El 10 de julio del mismo año adquirió los territorios que habían pertenecido a la diócesis de Saint-Dié y que habían pasado a ser alemanes tras la guerra franco-prusiana. Al mismo tiempo, sin embargo, perdió los territorios del sur, que seguían siendo franceses y que hoy constituyen la diócesis de Belfort-Montbéliard.
La diócesis fue elevada al rango de arquidiócesis no metropolitana el 1 de junio de 1988 con la bula Antiquissima ipsa del papa Juan Pablo II.
Por su particular evolución histórica, a diferencia del resto del territorio nacional, donde está vigente el régimen de separación entre Estado e Iglesia, en la arquidiócesis de Estrasburgo sigue vigente el concordato de 1801. Esto significa, por ejemplo, que:
- los arzobispos de esta sede son nombrados por el presidente de la República Francesa y reciben institución canónica de la Santa Sede; la fecha oficial del nombramiento es la de la publicación conjunta en el Diario Oficial de la República Francesa y en el Osservatore Romano;
- la enseñanza religiosa es obligatoria en las escuelas primarias y secundarias;
- los sacerdotes de la arquidiócesis reciben un salario comparable al de los empleados públicos de categoría A del Estado;
- en la Universidad de Estrasburgo (estatal) existe una Facultad de Teología Católica que depende directamente de la Santa Sede.

En octubre de 1988 recibió la visita apostólica del papa Juan Pablo II y en noviembre de 2014 recibió la visita del papa Francisco.

## Estadísticas
Según el Anuario Pontificio 2023 la arquidiócesis tenía a fines de 2022 un total de 1 388 000 fieles bautizados.
| Año                                                                             | Población            | Población | Población      | Sacerdotes | Sacerdotes    | Sacerdotes    | Bautizados por sacerdote | Diáconos permanentes | Religiosos | Religiosos | Parroquias |
| Año                                                                             | Bautizados católicos | Total     | % de católicos | Total      | Clero secular | Clero regular | Bautizados por sacerdote | Diáconos permanentes | Varones    | Mujeres    | Parroquias |
| ------------------------------------------------------------------------------- | -------------------- | --------- | -------------- | ---------- | ------------- | ------------- | ------------------------ | -------------------- | ---------- | ---------- | ---------- |
| 1950                                                                            | 893 899              | 1 216 490 | 73.5           | 1325       | 1155          | 170           | 674                      |                      | 300        | 1200       | 725        |
| 1970                                                                            | 1 100 000            | 1 412 385 | 77.9           | 1205       | 1205          |               | 912                      |                      |            |            | 767        |
| 1980                                                                            | 1 170 000            | 1 543 000 | 75.8           | 1427       | 993           | 434           | 819                      |                      | 625        | 3616       | 773        |
| 1990                                                                            | 1 290 000            | 1 620 000 | 79.6           | 1167       | 848           | 319           | 1105                     | 23                   | 461        | 2649       | 767        |
| 1999                                                                            | 1 368 000            | 1 713 416 | 79.8           | 1009       | 697           | 312           | 1355                     | 45                   | 444        | 2006       | 767        |
| 2000                                                                            | 1 300 000            | 1 708 025 | 76.1           | 995        | 682           | 313           | 1306                     | 45                   | 453        | 1970       | 767        |
| 2001                                                                            | 1 300 000            | 1 713 416 | 75.9           | 971        | 658           | 313           | 1338                     | 45                   | 436        | 1866       | 750        |
| 2002                                                                            | 1 300 000            | 1 713 416 | 75.9           | 957        | 644           | 313           | 1358                     | 45                   | 417        | 1793       | 767        |
| 2003                                                                            | 1 300 000            | 1 713 416 | 75.9           | 907        | 619           | 288           | 1433                     | 50                   | 418        | 1728       | 762        |
| 2004                                                                            | 1 350 000            | 1 800 000 | 75.0           | 920        | 649           | 271           | 1467                     | 51                   | 367        | 1686       | 767        |
| 2010                                                                            | 1 360 000            | 1 900 000 | 71.6           | 830        | 572           | 258           | 1638                     | 73                   | 341        | 1257       | 767        |
| 2014                                                                            | 1 380 000            | 1 843 000 | 74.9           | 722        | 517           | 205           | 1911                     | 80                   | 282        | 1050       | 767        |
| 2017                                                                            | 1 400 000            | 1 860 000 | 75.3           | 697        | 484           | 213           | 2008                     | 87                   | 275        | 942        | 767        |
| 2020                                                                            | 1 385 000            | 1 900 000 | 72.9           | 630        | 459           | 171           | 2198                     | 85                   | 225        | 805        | 767        |
| 2022                                                                            | 1 388 000            | 1 903 000 | 72.9           | 484        | 328           | 156           | 2867                     | 88                   | 201        | 716        | 767        |
| Fuente: Catholic-Hierarchy, que a su vez toma los datos del Anuario Pontificio. |                      |           |                |            |               |               |                          |                      |            |            |            |

## Episcopologio
El catálogo episcopal más antiguo de Estrasburgo ha llegado en forma métrica y termina con el obispo Ratoldo; por tanto, debe haber sido escrito hacia finales del siglo IX.
- San Amando † (mencionado en 346)
- San Giusto †
- San Massimino †
- Valentino †
- Solario †
- San Arbogaste †
- San Fiorenzo †
- Ansoaldo † (mencionado en 614)
- Biolfo †
- Magno †
- Aldo †
- Garoino (Gavino) †
- Lamberto †
- Rotario † (mencionado entre 663 y 675)[nota 5]
- Rodobaldo †
- Magneberto †
- Lobiolo †
- Gundoaldo †
- Gaudo (Gando) †
- Widegerno † (mencionado en 728)
- Wandalfrido †
- Heddo † (antes de 737 circa-después de diciembre de 775)
- Aglidolfo †
- Remigio † (mencionado en 778)
- Rachio † (783-después de 787)
- Udo I †
- Erleardo †
- Adalogo † (antes de 816-después de 820)
- Bernoldo † (antes de junio de 823-después de 833)
- Udo II †
- Ratoldo † (antes de agosto de 840[nota 6]-después del 12 de junio de 873)
- Reginardo † (?-mayo de 888 falleció)
- Baltramno † (junio de 888-12 de abril de 906 falleció)
- Otberto † (906-30 de agosto de 913 falleció)
- Goffredo † (antes del 13 de septiembre de 913-8 de noviembre de 913 falleció)
- Ricuino † (914-30 de agosto de 933 falleció)
- Rutardo † (10 de noviembre de 933-5 de abril de 950 falleció)
- Udo III † (13 de agosto de 950-26 de agosto de 965 falleció)
- Erkanbaldo † (17 de septiembre de 965-11 de octubre de 991 falleció)
- Wilderoldo † (992-4 de julio de 999 falleció)
- Alavico, O.S.B. † (999-3 de febrero de 1001 falleció)
- Werner I d'Asburgo † (1001-28 de octubre de 1028 falleció)
- Guglielmo de Baviera † (1028-7 de noviembre de 1047 falleció)
- Wizelin (Hezilo) † (mayo de 1048-15 de enero de 1065 falleció)
- Werner II von Achalm † (1065-1079 falleció)
- Teobaldo † (1079-1084 falleció)
- Otón de Hohenstaufen † (1085-3 de agosto de 1100 falleció)
- Baldovino † (1100-1100 falleció)[nota 7]
- Kuno † (1100-1123 depuesto)
- Bruno von Hochberg † (1123-1126 depuesto)
- Eberardo † (circa 1126-1127)
- Bruno von Hochberg † (octubre de 1129-22 de marzo de 1131 renunció) (por segunda vez)
- Gebeardo von Urach † (22 de marzo de 1131-1141 falleció)
- Burcardo I † (10 de abril de 1141-10 de julio de 1162 falleció)
- Rodolfo † (1162-1179 depuesto)
- Corrado I † (20 de diciembre de 1179-21 de diciembre de 1180 falleció)
- Enrico de Hasenburg † (antes del 18 de abril de 1181-25 de marzo de 1190 falleció)
- Corrado de Hühnenburg † (10 de abril de 1190-3 de noviembre de 1202 falleció)
- Enrico de Veringen † (1202-11 de marzo de 1223 falleció)
- Bertoldo de Teck † (1223-1244 falleció)
- Enrico de Stahleck † (1245-3 de marzo de 1260 falleció)
- Walter de Geroldseck † (27 de marzo de 1260-12 de febrero de 1263 falleció)
- Enrico de Geroldseck † (antes del 22 de abril de 1263-1273 falleció)
- Corrado de Lichtenberg † (1273-1 de agosto de 1299 falleció)
- Federico de Lichtenberg † (15 de septiembre de 1299-20 de diciembre de 1305 falleció)
- Giovanni de Dürbheim (Diepenheim) † (18 de febrero de 1306-6 de noviembre de 1328 falleció)
- Bertoldo de Bucheck, O.T. † (28 de noviembre de 1328-25 de noviembre de 1353 falleció)
- Giovanni de Lichtenberg † (15 de enero de 1354-14 de septiembre de 1365 falleció)
- Giovanni de Lussemburgo-Ligny † (23 de diciembre de 1365-28 de abril de 1371 nombrado arzobispo de Maguncia)
- Lamprecht de Brunn † (28 de abril de 1371-28 de abril de 1374 nombrado obispo de Bamberg)
  - Lamprecht de Brunn † (27 de agosto de 1374-1375 renunció) (administrador apostólico)
- Friedrich de Blankenheim † (5 de julio de 1375-7 de julio de 1393 nombrado obispo de Utrecht)
  - Ludovico de Thierstein, O.S.B. † (1393 falleció) (obispo electo)
  - Burcardo de Lützelstein † (1393-1394 falleció) (obispo electo)
- Guglielmo de Diest † (27 de julio de 1393-6 de octubre de 1439 falleció)
- Corrado de Busnang † (noviembre de 1439-11 de noviembre de 1440 renunció)
- Roberto del Palatinato-Simmern † (11 de noviembre de 1440-18 de octubre de 1478 falleció)
- Alberto del Palatinato-Mosbach † (18 de enero de 1479-20 de agosto de 1506 falleció)
- Guglielmo de Hohnstein † (4 de diciembre de 1506-29 de junio de 1541 falleció)
- Erasmus Schenk von Limburg † (9 de diciembre de 1541-27 de noviembre de 1568 falleció)
- Giovanni de Manderscheid † (26 de junio de 1573[nota 8]-2 de mayo de 1592 falleció)
  - Carlo III di Lorena-Vaudémont † (1 de julio de 1592-24 de noviembre de 1607 falleció) (administrador apostólico)
- Leopoldo V d'Austria † (24 de noviembre de 1607 por sucesión-19 de abril de 1626 renunció)
  - Leopoldo Guglielmo d'Austria † (10 de octubre de 1626-21 de noviembre de 1662 falleció) (administrador apostólico)
- Franz Egon von Fürstenberg † (30 de julio de 1663-1 de abril de 1682 falleció)
- Wilhelm Egon von Fürstenberg † (11 de enero de 1683-9 de abril de 1704 falleció)
- Armand I de Rohan-Soubise † (9 de abril de 1704-19 de julio de 1749 falleció)
- Armand II de Rohan-Soubise † (19 de julio de 1749 por sucesión-28 de junio de 1756 falleció)
- Louis-César-Constantin de Rohan-Guémené-Montbazon † (3 de enero de 1757-11 de marzo de 1779 falleció)
- Louis-René-Édouard de Rohan-Guéménée † (11 de marzo de 1779 por sucesión-29 de noviembre de 1801 renunció)
- Johann Peter Saurine † (29 de abril de 1802-9 de mayo de 1813 falleció)
  - Sede vacante (1813-1819)
- Gustav Maximilian von Croy † (23 de agosto de 1819-17 de noviembre de 1823 nombrado arzobispo de Ruan)
- Claude Marie Paul Tharin † (24 de noviembre de 1823-3 de abril de 1827 renunció)
- Jean-François-Marie Le Pappe de Trévern † (9 de abril de 1827-27 de agosto de 1842 falleció)
- Andreas Räß † (27 de agosto de 1842 por sucesión-17 de noviembre de 1887 falleció)
- Peter Paul Stumpf † (17 de noviembre de 1887 por sucesión-10 de agosto de 1890 falleció)
- Adolf Fritzen † (1 de junio de 1891-31 de julio de 1919 renunció)[nota 9]
- Charles Ruch † (1 de agosto de 1919-29 de agosto de 1945 falleció)
- Jean Julien Weber, P.S.S. † (29 de agosto de 1945 por sucesión-30 de diciembre de 1966 retirado)
- Léon Arthur Elchinger † (30 de diciembre de 1966 por sucesión-16 de julio de 1984 retirado)
- Charles-Amarin Brand † (16 de julio de 1984-23 de octubre de 1997 retirado)
- Joseph Pierre Aimé Marie Doré, P.S.S. (23 de octubre de 1997-25 de agosto de 2006 renunció)
  - Joseph Pierre Aimé Marie Doré, P.S.S. (25 de agosto de 2006-21 de abril de 2007) (administrador apostólico)
- Jean-Pierre Grallet, O.F.M. (21 de abril de 2007-18 de febrero de 2017 retirado)
- Luc Ravel, C.R.S.V. (18 de febrero de 2017-27 de mayo de 2023 renunció)[nota 10]
- Pascal Delannoy, desde el 28 de febrero de 2024